# Stadion Trešnjica
El Stadion Trešnjica es un estadio multiusos situado en el barrio de Golubovci en la ciudad de Podgorica que es la capital del estado de Montenegro. En este estadio disputa sus partidos como local el FK Zeta de la Primera división. El estadio cuenta con gradas con capacidad para 7000 espectadores, césped natural de dimensiones de 105 x 70 metros y un gran aparcamiento fuera para que los deseen aparcar en el su coche. No se sabe con exactitud la fecha de construcción del estadio.